# 弗拉基米尔·吉洪诺夫
弗拉基米尔·吉洪诺夫（俄语：Владимир Ильич Тихонов；1947年2月4日—），俄罗斯政治人物，曾是俄罗斯联邦共产党的核心人物之一。
弗拉基米尔·吉洪诺夫在1990年代担任俄羅斯航空的经理，最後在俄罗斯寡头、大股东鲍里斯·阿布拉莫维奇·别列佐夫斯基的要求下，吉洪诺夫被免职。 
吉洪诺夫之後擔任伊万诺沃州州长。後來又与俄羅斯共產黨中央委員會主席根纳季·久加诺夫发生了冲突，结果吉洪诺夫出走並创建全俄罗斯未来共产党。但是，俄羅斯司法部於2004年8月表示该党不合法并拒绝对其进行登记。